# Mejetærsker - Funktion og klargøring
|  | Denne artikel er oprettet af botten Steenthbot ud fra en ekstern database. Den kan derfor have sproglige fejl eller mangler. Denne skabelon kan fjernes efter kontrol af indholdet. |

Mejetærsker - Funktion og klargøring er en dansk dokumentarfilm fra 1961.

## Handling
Mejetærskerens opbygning, funktioner, justering og vedligeholdelse vises.